# Salvatore Maroni
Pour les articles homonymes, voir Maroni.
Salvatore Vincent « Sal » Maroni ou Sal Maroni est un personnage de fiction créé par Bob Kane et Bill Finger dans Detective Comics #66 en août 1942. Il se fait aussi appeler The Boss.

## Biographie fictive
Salvatore Maroni est l'un des premiers ennemis de Batman et fait partie des membres de la pègre les plus coriaces de Gotham City. Il était le rival de Carmine Falcone et de sa famille. Lors de la saga Un Long Halloween, il est soupçonné d'être le tueur en série Holiday puisque toutes les victimes sont des proches de Carmine Falcone, son principal ennemi. Lorsque son propre père meurt des mains d'Holiday, Sal décide de conclure un marché avec le procureur Harvey Dent pour assurer sa propre sécurité. Il consent à aller témoigner contre la famille Falcone en échange d'une clémence lors de son propre procès.
En réalité, Salvatore Maroni cherche à se venger de Dent qu'il pense responsable de tous ces meurtres qui touchent la pègre de Gotham City. À l'aide d'un complice à l'intérieur des tribunaux, il parvient à mettre la main sur un flacon d'acide qu'il projette sur le visage du procureur lors de son procès. Cet acte ne tue pas Harvey Dent mais le défigure, précipitant sa transformation en Double-Face.
Rapidement emprisonné, Sal Maroni sera assassiné lui aussi par Holiday.

## Description

### Origine du nom
L'origine du nom vient de Salvatore Maranzano, chef d'une des familles mafieuses de New York tué par Lucky Luciano.

## Œuvres où le personnage apparaît

### Comics
- 1996 : Un long Halloween (Batman: The Long Halloween) de Jeph Loeb et Tim Sale
- 2007 : Batman et les monstres (Panini Comics, collection DC Heroes) : première édition française

### Cinéma et films d'animation
- Batman Forever (Joel Schumacher, 1995), interprété par Dennis Paladino
  - Il n'apparaît que brièvement lors d'un reportage télévisé où l'on apprend qu'il est responsable de la défiguration d'Harvey Dent.
- Batman : Contes de Gotham (2008), interprété par Rob Paulsen
- The Dark Knight : Le Chevalier noir (Christopher Nolan, 2008), interprété par Eric Roberts
  - Il remplace ici Carmine Falcone à la tête de la pègre de Gotham à la suite de l'internement de celui-ci à l'Asile d'Arkham dans Batman Begins.
- Batman: The Killing Joke (Sam Liu, 2016), doublé en anglais par Rick Wasserman
- Batman: The Long Halloween (Chris Palmer, 2021), doublé en anglais par Jim Pirri
- The Batman (Matt Reeves, 2022)

### Télévision
- Gotham (2014-2019), interprété par David Zayas (VF : Enrique Carballido) (saison 1)
- The Penguin (2024), interprété par Clancy Brown